# JMC Teshun
JMC Teshun — малотонний вантажний автомобіль, що випускається Jiangling Motors з 2017 року. Головною моделлю для JMC Teshun стала Ford Transit 2 покоління.

## Історія
Авто Ford Transit другого покоління продавався у Китаї з 2006 року на агрегатах 4 та 5 покоління. Від базової моделі авто відрізняється більшими за розмірами фарами та радіаторними ґратами.
Модель має 70 змін щодо старого. Було змінено навіть салон, він став більш ергономічним. Але ABS надається опціонально.
До 2017 року авто оснащувалося двома різними дизельними двигунами. Один із них мав потужність 67,6 кВт (тип JX493ZQ3), а другий — 68 кВт (JX493ZQ4). Обидва об'ємом 2771 см³. Заявлена гранична швидкість 110 км/год. Китайський Transit VIN-код має вигляд LJXBMCH1××T××××××.
У травні 2017 року автомобіль пройшов рестайлінг і був перейменований на JMC Teshun. Авто отримало нову передню та задню оптику, новий перед та новий салон. У 2020 році автомобіль отримав новий бампер, а у 2021 році — нову панель приладів. Також кількість місць розширилася до 9.

## Галерея

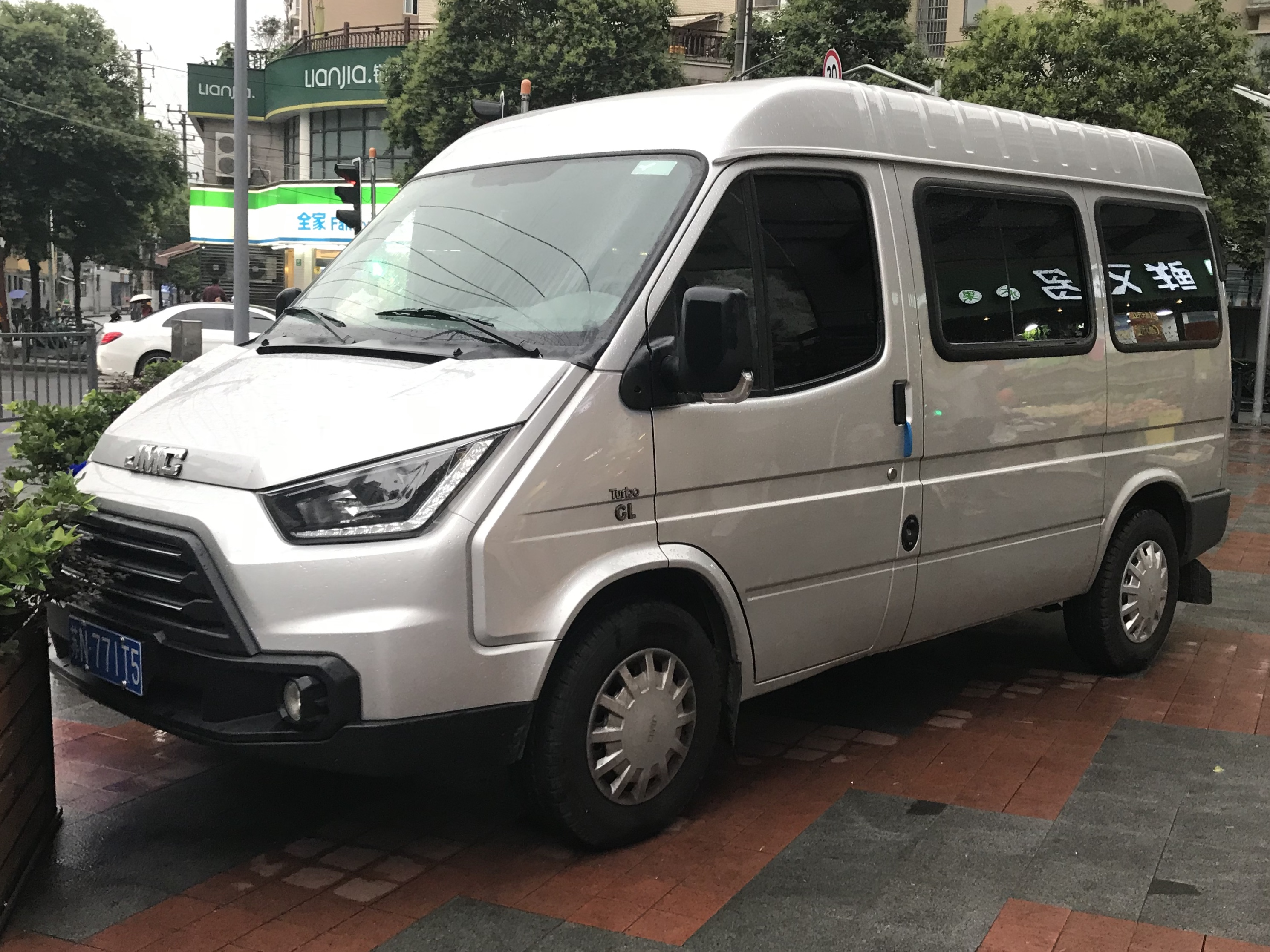
JMC Teshun (2017-2021)
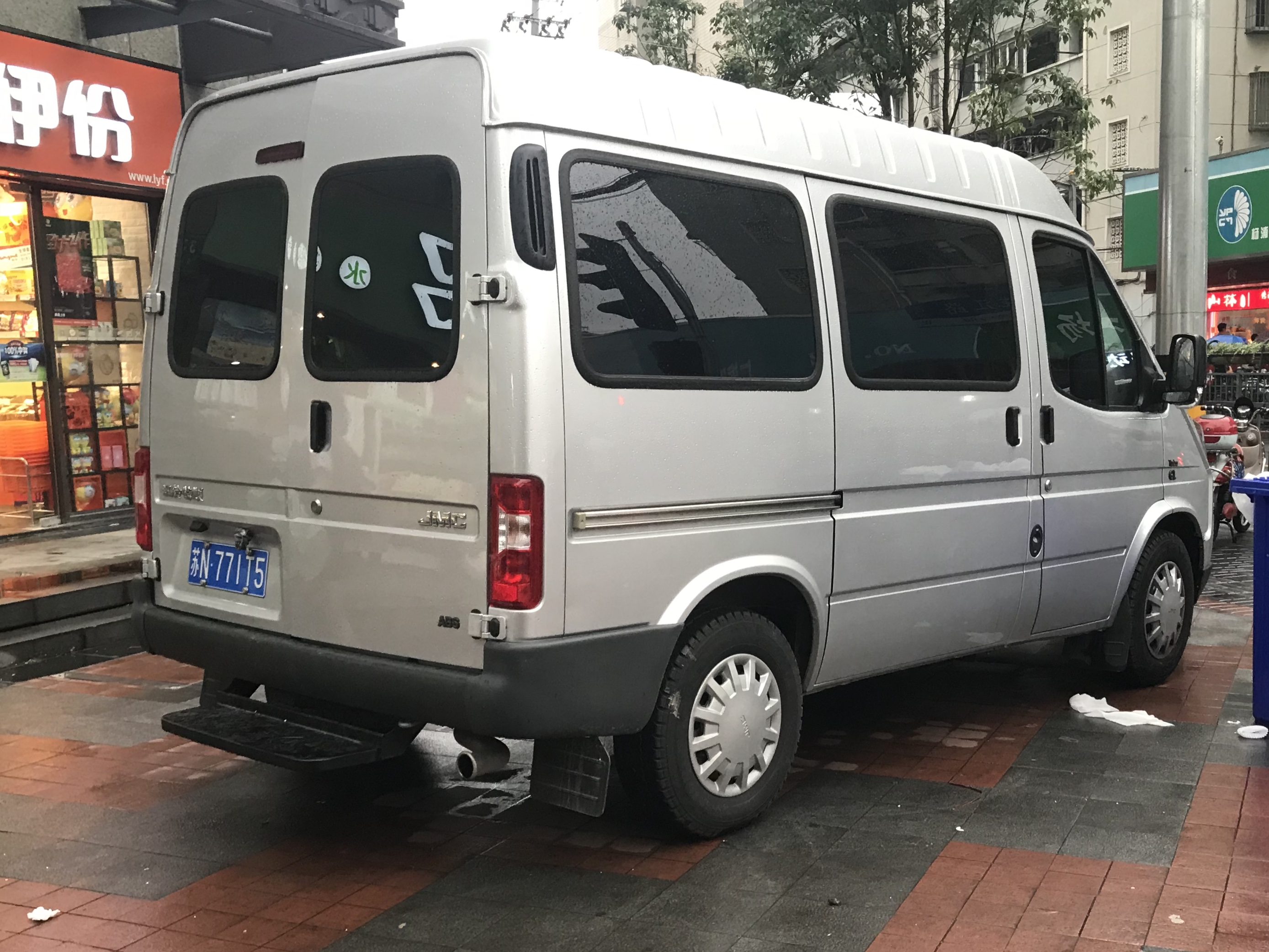
JMC Teshun (2017-2021)
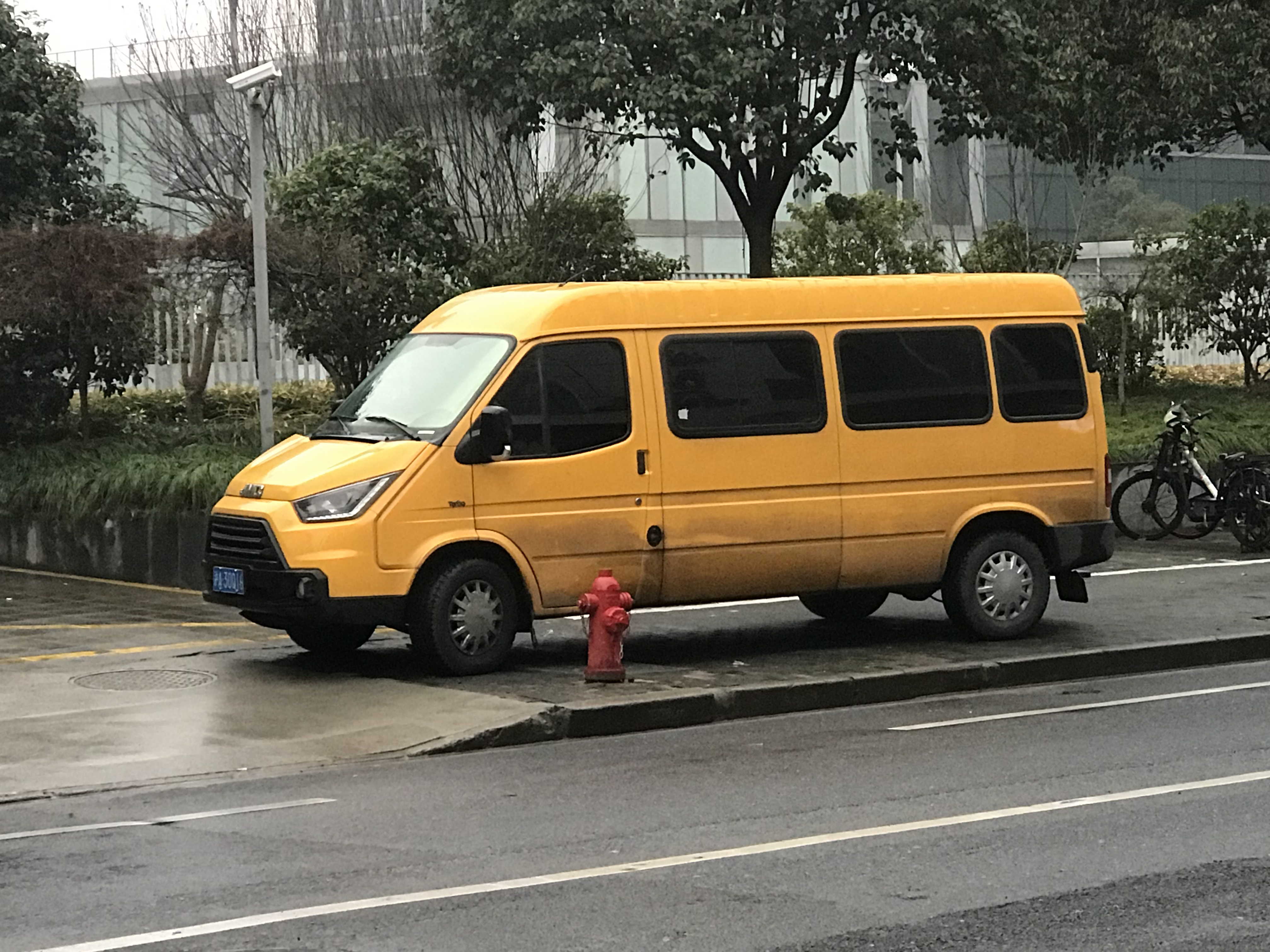
JMC Teshun LWB (2017-2021)
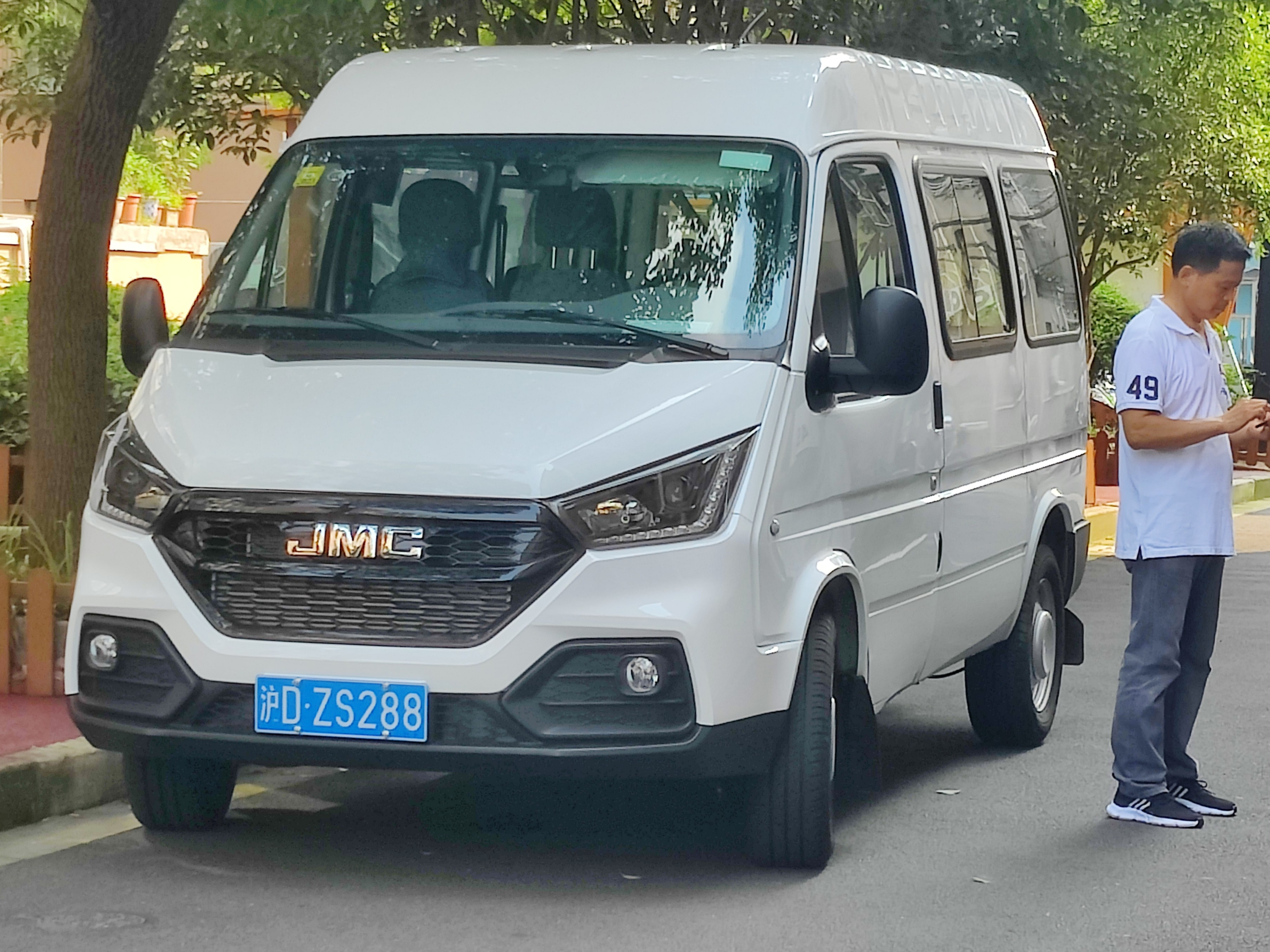
JMC Teshun (з 2021)
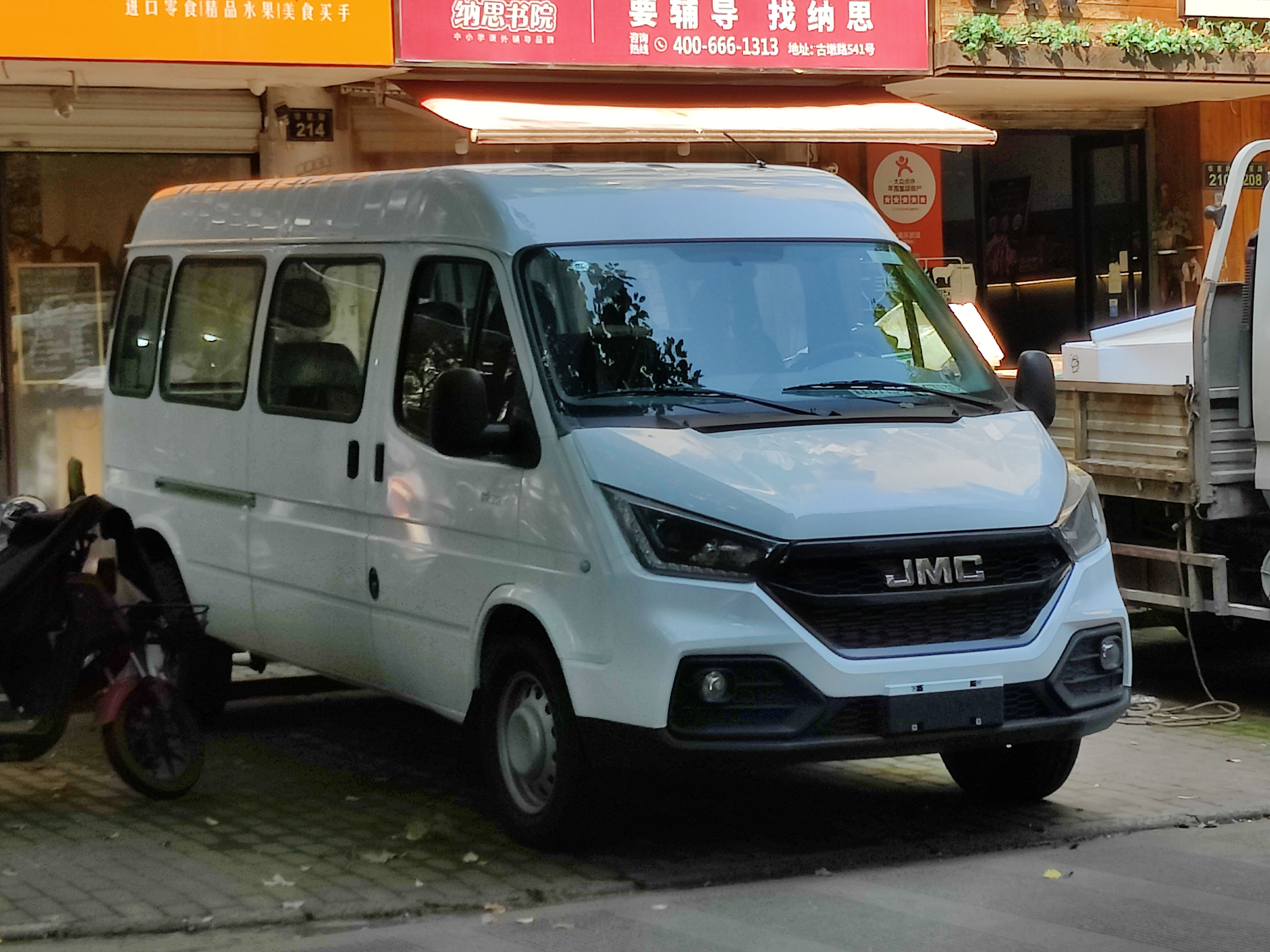
JMC Teshun LWB (з 2021)